# Jean Boissel
Pour les articles homonymes, voir Boissel.
Anselme Joseph Médéric Marie Boissel dit Jean Boissel, né le 1er mai 1891 à Bains (Haute-Loire) et mort le 19 octobre 1951 à la prison de Fresnes (Seine), est un sergent de la Première Guerre mondiale, aviateur, architecte, journaliste et militant d'extrême droite français.
Il est le fondateur et directeur de l'hebdomadaire collaborationniste parisien Le Réveil du peuple.

## Biographie
Fils de gendarme, Jean Boissel est gravement blessé lors de la Première Guerre mondiale. Il reste mutilé à vie et sera pensionné à cent pour cent. Il poursuit ensuite ses réalisations architecturales. Il est l'architecte de nombreux édifices, principalement des villas au Touquet-Paris-Plage dont certaines sont répertoriées à l'inventaire général du patrimoine culturel français.
Il publie en 1933 Les Croix de sang, livre qui relate ses souvenirs du front et annonce son programme antisémite et antiparlementaire. En 1934, très imprégné des concepts ethno-racialistes chers à Arthur de Gobineau, il s'engage sur le plan politique : il crée une éphémère Légion frontiste R.I.F., se voulant à la fois « antimaçonnique, antiparlementaire et anti-judéo-métèque », et un périodique, R.I.F. (Racisme international fascisme).
En mai 1935, il se rend à Nuremberg pour y participer au congrès de la Ligue antijuive universelle aux côtés du propagandiste nazi Julius Streicher. En 1936, il est même reçu par Adolf Hitler. Il entre également en correspondance avec Theodor Kessemeier, responsable du Deutscher Fichte-Bund.
Dans Le Réveil du peuple, bimensuel violemment antisémite qu'il dirige depuis mars 1936, organe de son Front franc, il profère des menaces de mort contre Léon Blum alors président du Conseil. Il est condamné à quatre mois de prison en janvier 1938. L'année suivante, il prend la défense de Roger Cazy, délégué régional du Front franc incarcéré pour avoir diffusé de la propagande hitlérienne à Arras.
Arrêté et emprisonné à son tour pour intelligence avec l'ennemi en 1939, Boissel est libéré par les Allemands. Contrairement à Marcel Déat, Jacques Doriot ou Eugène Deloncle, il ne tient qu'un rôle de second plan dans la collaboration. Il préside le Front franc, publie à nouveau Le Réveil du peuple et tient quelques conférences, à Paris et en province. Il préside un autre groupuscule collaborationniste, l'Union des forces françaises, qui organise en février 1943 un « pèlerinage » à la tombe du polémiste antisémite Édouard Drumont.
Réfugié à Baden-Baden puis à Sigmaringen, il est arrêté en 1944, condamné à mort le 27 juin 1946 et radié de la Légion d'honneur ; il est en partie gracié en décembre de la même année et sa peine est commuée en emprisonnement.
Il meurt à la prison de Fresnes en 1951.

### Famille
Son épouse, poursuivie pour espionnage au profit de l'Allemagne, est condamnée aux travaux forcés à perpétuité par le tribunal militaire de Constantine.
Son fils aîné, Maurice, est condamné en juin 1946 à quatre ans de prison, pour son adhésion au Front franc et sa collaboration au Réveil du peuple.
Enfin, son fils cadet, Jean, est condamné à 22 ans en octobre 1946 par la Cour de justice de la Seine, pour « intelligence avec l'ennemi », à dix ans de travaux forcés et à la dégradation nationale : il a adhéré lui aussi au Front franc, s'est engagé en 1942 dans le Nationalsozialistisches Kraftfahrkorps (N.S.K.K.), et, en juin 1943, dans les rangs de la Milice de Joseph Darnand. Il a participé à diverses opérations contre les maquis (le maquis des Glières notamment), puis a gagné l'Allemagne en 1944, où il s'est engagé dans la division Charlemagne, a combattu en Tchécoslovaquie et a été fait prisonnier par les Soviétiques.

## Réalisations architecturales au Touquet-Paris-Plage

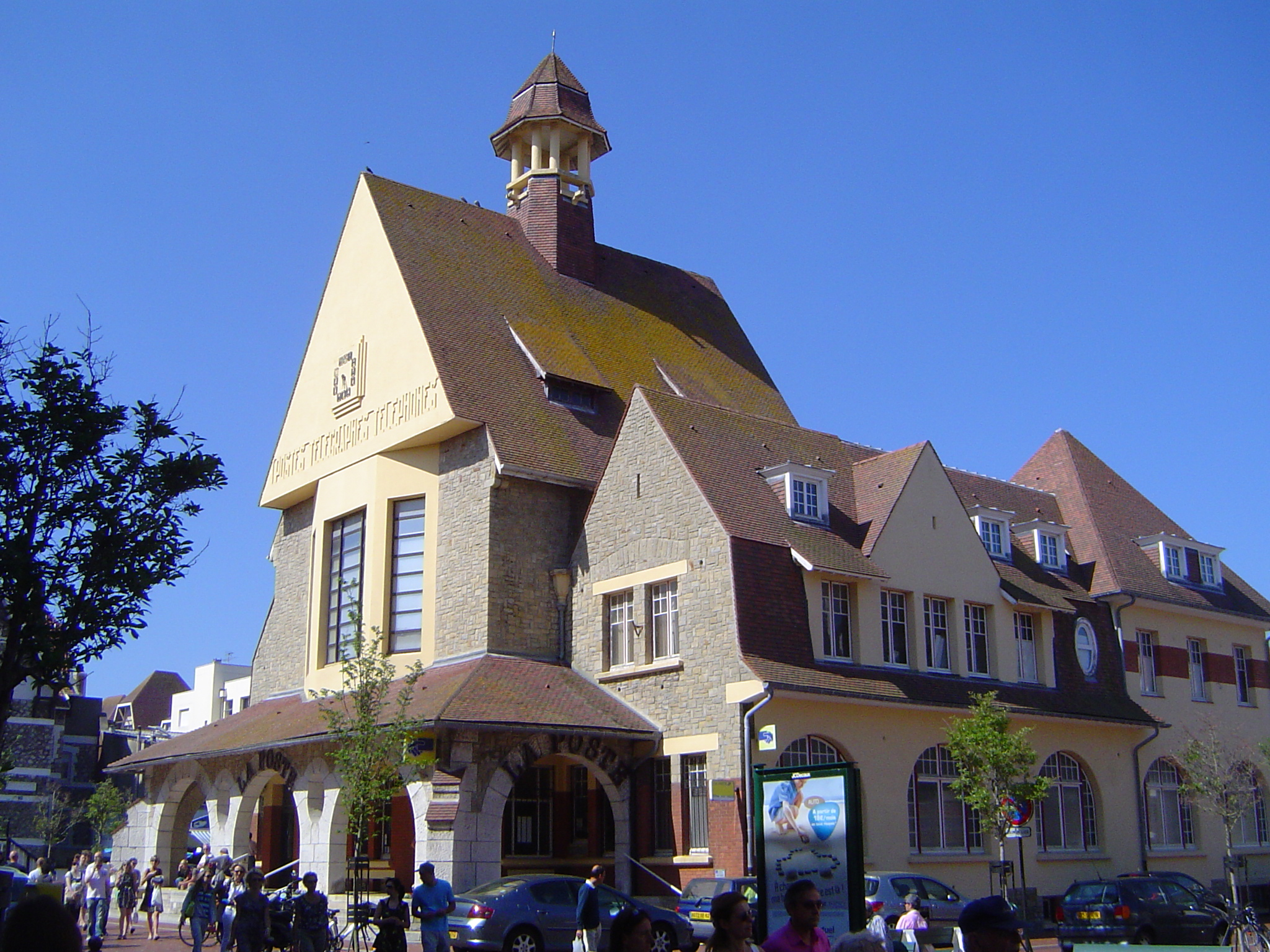
Poste du Touquet.

### La Poste
L'hôtel des postes du Touquet-Paris-Plage est construit en 1927 par l'entreprise Delcourt Frères. Jean Boissel remporte le concours organisé par la municipalité (les perdants sont les architectes Louis Quételart et Albert Pouthier).
Boissel a voulu garder le souvenir de l'ancienne chapelle Saint-André précédemment édifiée à cet emplacement, d'où la fantaisie architecturale du petit clocher. Ont collaboré à ce projet : le céramiste Delassus de Desvres et le peintre-verrier boulonnais Gaëtan Jeannin. La poste est inscrite au titre des monuments historiques par arrêté du 12 mai 1997.

### Villas

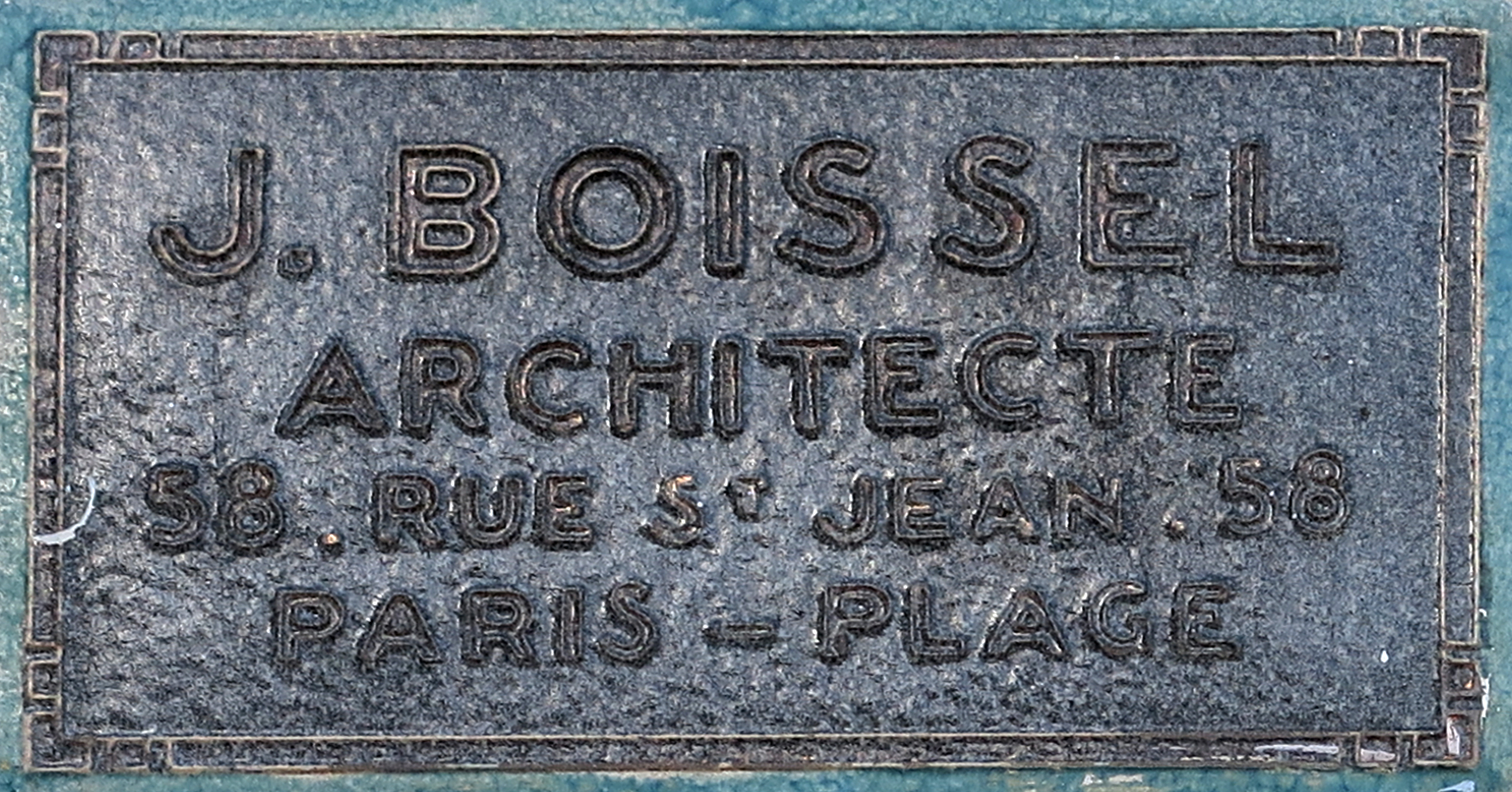
Plaque de l'architecte Jean Boissel.

- Banco (angle de l'avenue Fernand-Recoussine - avenue de la Paix)
- Blanc-Mesnil
- Carte Blanche
- Clarendon House (avenue Joseph-Louis Sanguet)
- Forêt bleue
- Loin des flots, rebaptisée « Oxer »[18] en 1946. Construite vers 1925[19].
- Mamette
- La Marotte, rebaptisée « Le Manoir des Pins » (avenue John-Whitley). Construite au début du XXe siècle[20].
- L'Oiseau bleu
- Pare-Brise
- Sable d'Or
- Sainte-Thérèse

## Publications
- Les Croix de sang, Paris, éditions Rénovation, 1933 ; rééd. sous le titre Les Croix de sang. Recueil d'opinions, Paris, Steff, 1934
- « Le Juif, poison mortel », conférence donnée à la salle des Centraux le 4 janvier 1935, Paris, Éditions R.I.F., coll. « Les grandes conférences de combat », 1935
- L'Appel à la France, lancé par Jean Boissel le 30 juin 1938, Paris, Éditions du « Réveil du peuple », 1941
- Charte du Front Franc, précédée d'un Appel à la France, introduction de A. Féval, Paris, Éditions du « Réveil du peuple », 1941
- La Crise, œuvre juive : manière de la conjurer, suivi de La Charte anti-judéo-maçonnique, Paris, Éditions du « Réveil du peuple », 1941
- Mon discours de Nuremberg (9 mai 1935) : « La paix des anciens combattants », préface d'Alphonse de Châteaubriant, Paris, Éditions du « Réveil du peuple », 1941
- Souvenirs de mes prisons, préface de Roger Cazy, Paris, Éditions du « Réveil du peuple », 1941

## Dans la littérature
Jean Boissel est « Neuneuil » dans D'un château l'autre de Louis-Ferdinand Céline.

## Pour approfondir